# بوب أندي
بوب أندي (بالإنجليزية: Bob Andy)‏ هو مغني وكاتب أغاني جامايكي، ولد في 1944 في كينغستون في جامايكا.

## وصلات خارجية
- الموقع الرسمي
- بوب أندي على موقع IMDb (الإنجليزية)
- بوب أندي على موقع ميوزك برينز (الإنجليزية)
- بوب أندي على موقع أول ميوزيك (الإنجليزية)
- بوب أندي على موقع ديسكوغز (الإنجليزية)
- بوب أندي على موقع قاعدة بيانات الفيلم (الإنجليزية)